# Marc Ferrari
 (avril 2021).
Si vous disposez d'ouvrages ou d'articles de référence ou si vous connaissez des sites web de qualité traitant du thème abordé ici, merci de compléter l'article en donnant les références utiles à sa vérifiabilité et en les liant à la section « Notes et références ».
Pour les articles homonymes, voir Ferrari.
Marc Ferrari est un guitariste américain de heavy metal connu pour son travail dans des groupes tels que Keel, Cold Sweat, Medicine Wheel et Ferrari.
Marc a participé à l'album Power Metal du groupe Pantera, sorti en 1988.
Il a aussi joué dans Wayne's World, dans le rôle d'un guitariste du groupe Crucial Taunt ; il est reconnaissable grâce à sa mèche blonde.

## Discographie

### AvecKeel
- 1984 - Lay Down the Law
- 1985 - The Right to Rock
- 1986 - The Final Frontier
- 1987 - Keel
- 1989 - Larger than Live
- 1998 - Keel VI : Back in Action

### Avec Medicine Wheel
- 1994 - First Things First
- 1998 - Immoral Fabric

### Autres
- 1988 - Power Metal (Pantera)
- 1990 - Break Out (Cold Sweat)

### En solo
- 1995 - Guest List (Marc Ferrari and Friends)
- 2003 - Lights, Camera, Action!

## Filmographie

### Compositeur / Parolier[1]

#### Films
- 1992 : Fréquence extra-terrestre (Bad Channels) de Robert Factor
- 1993 : Graine de star (Life with Mikey) de James Lapine
- 1993 : Money for Nothing de Ramón Menéndez
- 1994 : L'Apprenti millionnaire de Rupert Wainwright
- 1994 : Les Petits Champions 2 (D2: The Mighty Ducks) de Sam Weisman
- 1994 : The Stöned Age (en) de James Melkonian
- 1995 : Le Maître des lieux de James Orr
- 1995 : Codename: Silencer de Talun Hsu
- 1997 : Bonjour les vacances : Viva Las Vegas (Vegas Vacation)  de Stephen Kessler
- 1997 : Affliction de Paul Schrader
- 1997 : The Game de David Fincher
- 1997 : Des hommes d'influence de Barry Levinson
- 1998 : Clay Pigeons de David Dobkin
- 1998 : Modern Vampires de Richard Elfman
- 1999 : Cement de Adrian Pasdar
- 1999 : Sexe Intentions de  Roger Kumble
- 1999 : Les Aiguilleurs de Mike Newell
- 1999 : Freeway II: Confessions of a Trickbaby (en) de Matthew Bright
- 1999 : L'Ombre d'un soupçon de Sydney Pollack
- 1999 : Deuce Bigalow : Gigolo à tout prix de Mike Mitchell
- 2000 : Cowboys and Angels de Gregory C. Haynes
- 2001 : Donnie Darko de  Richard Kelly
- 2001 : Une famille encombrante de Randy Ser
- 2002 : Blue Crush de John Stockwell
- 2002 : Harvard à tout prix de Bruce McCulloch
- 2003 : Shanghai Kid 2 de David Dobkin
- 2003 : Hulk de Ang Lee
- 2003 : Haute Tension de Alexandre Aja
- 2003 : Petit papa voleur de Gregg Champion
- 2005 : Dirty Love de John Mallory Asher
- 2005 : Dark Water de Walter Salles
- 2006 : The TV Set de Jack Kasdan
- 2006 : L'Incroyable Destin de Harold Crick (Stranger Than Fiction) de Marc Forster
- 2007 : Big Movie de Jason Friedberg
- 2007 : Hot Rod de Akiva Schaffer
- 2007 : Balles de feu (Balls of Fury) de  Robert Ben Garant

#### Documentaires
- 2006 : This Film Is Not Yet Rated de Kirby Dick

### Acteur
- 1992 : Wayne's World : Guitariste du groupe Crucial Taunt